# Ievgueni Zavoïski
Ievgueni Konstantinovitch Zavoïski (en russe : Евгений Константинович Завойский), né le 28 septembre 1907 à Mohyliv-Podilskyï, et mort le 9 octobre 1976 à Moscou, est un physicien soviétique, membre de l'Académie des sciences d'URSS depuis 1964.

## Parcours
Ievgueni Zavoïski fait ses études à l'Université de Kazan en 1926-1931. Il soutient sa thèse de candidat ès sciences (кандидат наук) en 1933. Le 30 janvier 1945, il obtient son doctorat ès sciences à l'Institut de physique Lebedev. 
Il a découvert la résonance paramagnétique électronique en 1944. Indépendamment de L. Feinberg, il a également découvert la résistance anormalement élevée du plasma pour les hautes densités de courant électrique en 1961.
Il reçoit le prix Staline en 1949 et le prix Lénine en 1957. 
Mort à Moscou, il est inhumé au cimetière de Kountsevo. Son nom est donné à une rue à Kazan. À l'occasion du  bicentenaire de l'université de Kazan, un buste en bronze à l'effigie de Zavoïski a été installé sur la place devant la faculté de physique en 2004.

## Distinctions
- prix Staline : 1949
- prix Lénine : 1957
- Héros du travail socialiste : 1969
- ordre de Lénine : 1950, 1954 et 1969
- ordre du Drapeau rouge du Travail : 1975